# Litodonta alpina
Litodonta alpina är en fjärilsart som beskrevs av Benjamin 1932. Litodonta alpina ingår i släktet Litodonta och familjen tandspinnare. Inga underarter finns listade i Catalogue of Life.